# Eraclio de Lieja

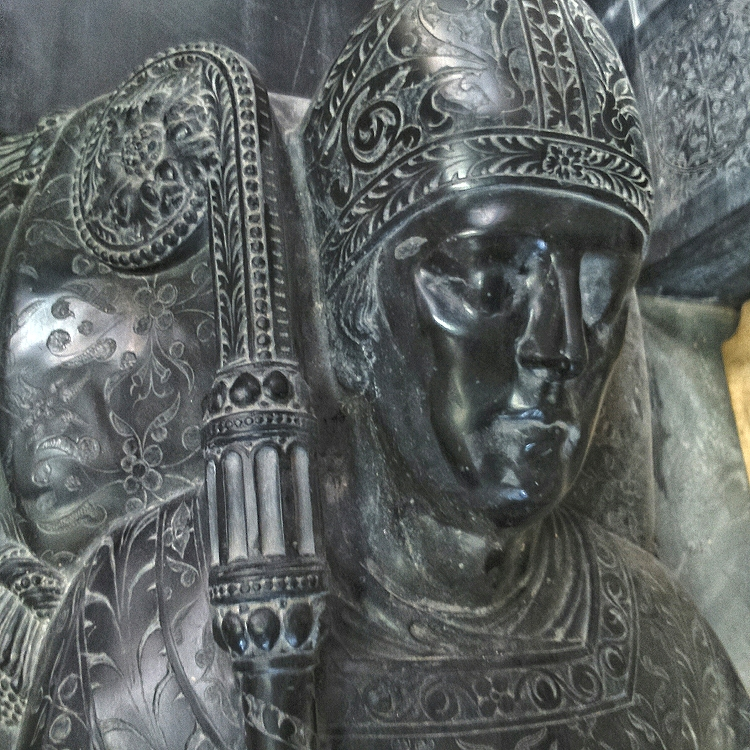
Eraclio o Eraclio de Lieja fue un obispo de Lieja entre los años 959 y 971. Sajón de origen noble, es el predecesor del primer príncipe-obispo de Lieja. Como obispo, separó el obispado de Lieja de la abadía de Lobbes, unificados desde el año 888

Eraclio o Eraclio de Lieja (??? - 971) fue obispo de Lieja entre los años 959 y 971, así como abad de Lobbes de 959 a 960.
Sajón de origen noble, es el predecesor del primer príncipe-obispo de Lieja, Notker. 
Decano de la Colegiata de Bonn, fue nombrado obispo de Lieja. Como tal, fue el fundador de la Colegiata de San Martín y de la Colegiata de San Pablo, transformada en catedral a principios del siglo XIX. Según algunas hipótesis, fue también el fundador de la Abadía benedictina de Saint Laurent; otros consideran, sin embargo, que esta abadía tenía ya un siglo de antigüedad durante el mandato de Eraclio. El obispo también destacó por la reorganización de las escuelas de Lieja.
Como obispo, separó el obispado de Lieja de la abadía de Lobbes, unificados desde el año 888. En 961, cedió el gobierno de la abadía a un abad.
El mausoleo de Eraclio se encuentra en el coro de la Colegiata de San Martín. Una calle de Lieja está dedicada a Eraclio.